# Mazé-Milon
Mazé-Milon község Franciaország Loire mente régiójában, Maine-et-Loire megyében. Új községként 2016. január 1-jén jött létre Mazé és Fontaine-Milon község egyesítésével. Az egyesüléskor az új község lélekszáma 5626 fő lett. Lakosainak száma 5770 fő (2022. január 1.).

## Népesség
| Lakosok száma | 5799 | 5815 | 5925 | 5860 | 5815 | 5770 |
|               | 2017 | 2018 | 2019 | 2020 | 2021 | 2022 |